# 篁岭村

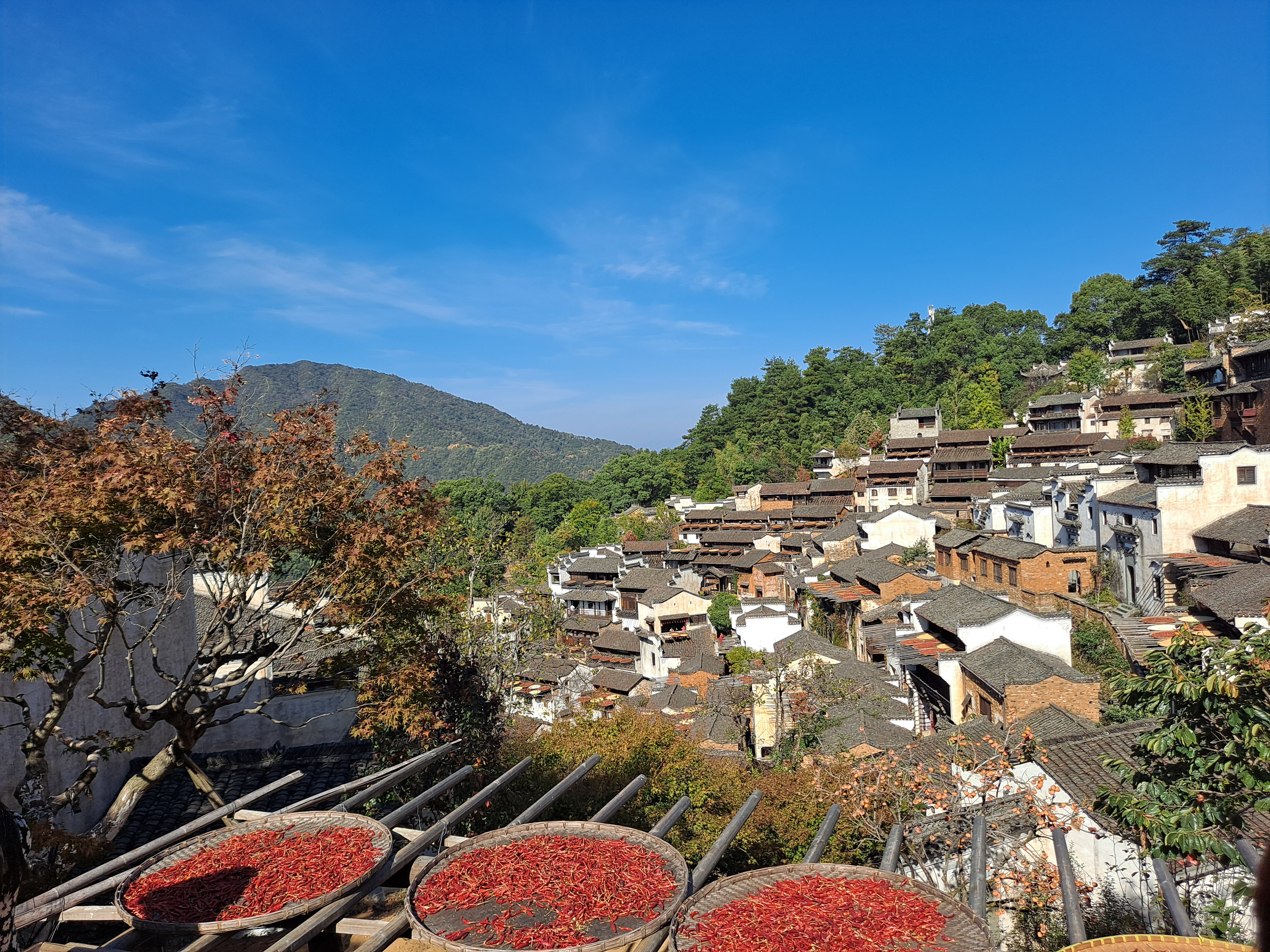
婺源篁岭全景

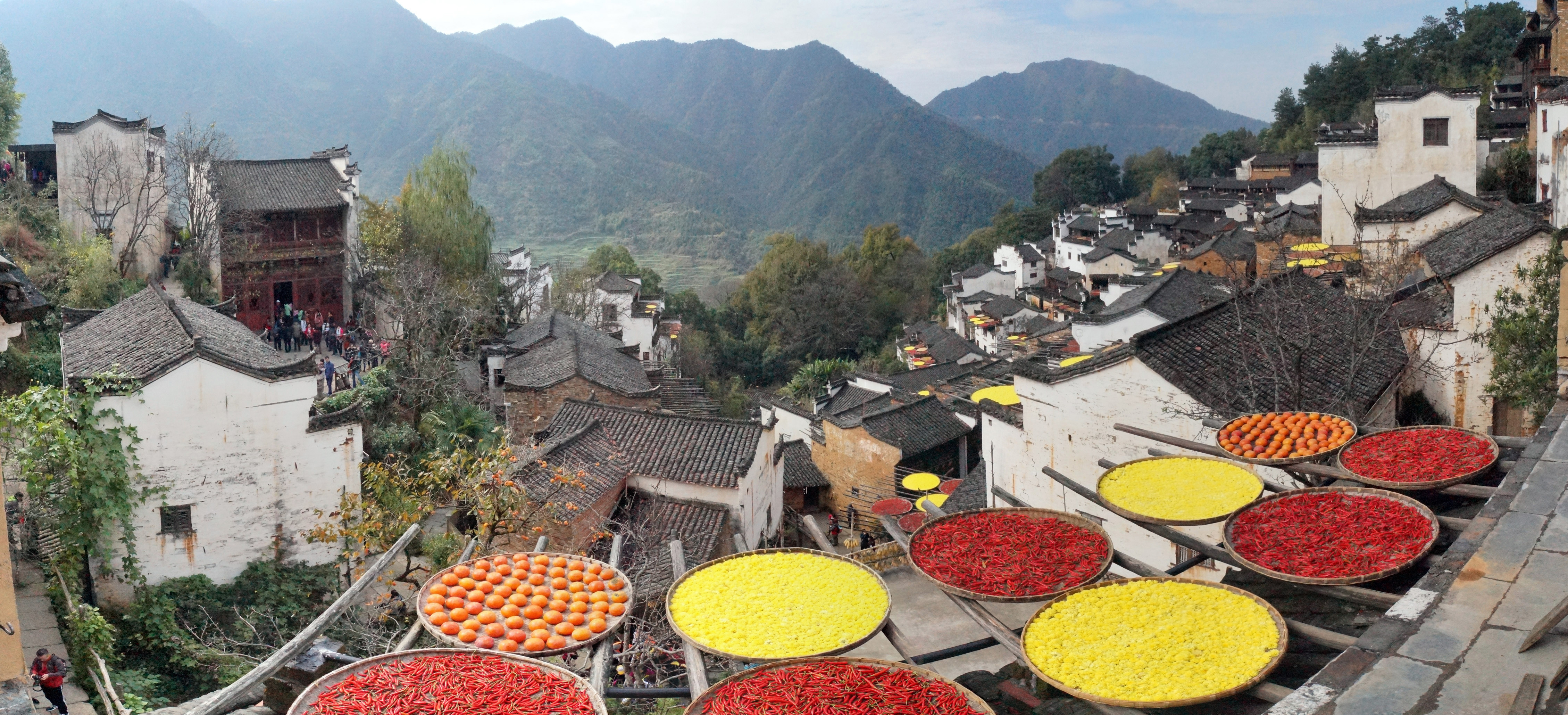
婺源篁岭-晒秋

篁岭村是位於中華人民共和國江西省婺源縣东北部江灣鎮的一個村落，建立於明朝，是清朝官員曹文埴、曹振镛的家鄉，是婺源县的旅游热点，以春季油菜花梯田花海和秋季的“晒秋”著称，建有15平方公里的篁岭景區。
篁岭村开发采取异地搬迁模式，将当地居民迁至山下新村，山上古村开发成为景区，保留修缮百余幢明清徽派古建筑，供游客参观，或改为酒店、餐饮店等，山上与山下通过2条索道联系，全村年接待游客达150万人次。2014年11月25日，篁岭村列入第三批中国传统村落名录，2019年1月21日，篁岭村公布为第七批中国历史文化名村。2023年，篁岭村公布为联合国世界旅游组织“最佳旅游乡村”（List of Best Tourism Villages by UNWTO）。